# Йоркширський пудинг

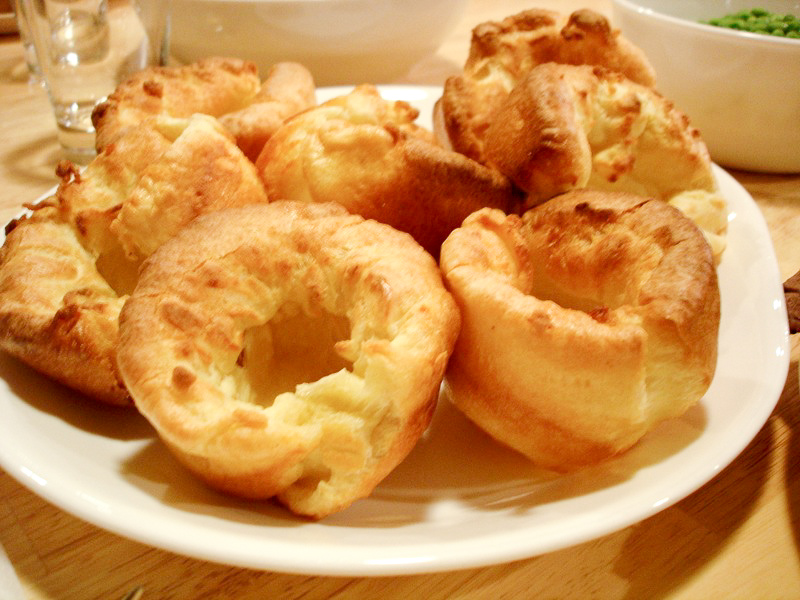
Йоркширські пудинги

Йоркширський пудинг (англ. Yorkshire pudding) — традиційний англійський пудинг. Готується з кляру і зазвичай подається з ростбіфом і підливою.

## Історія

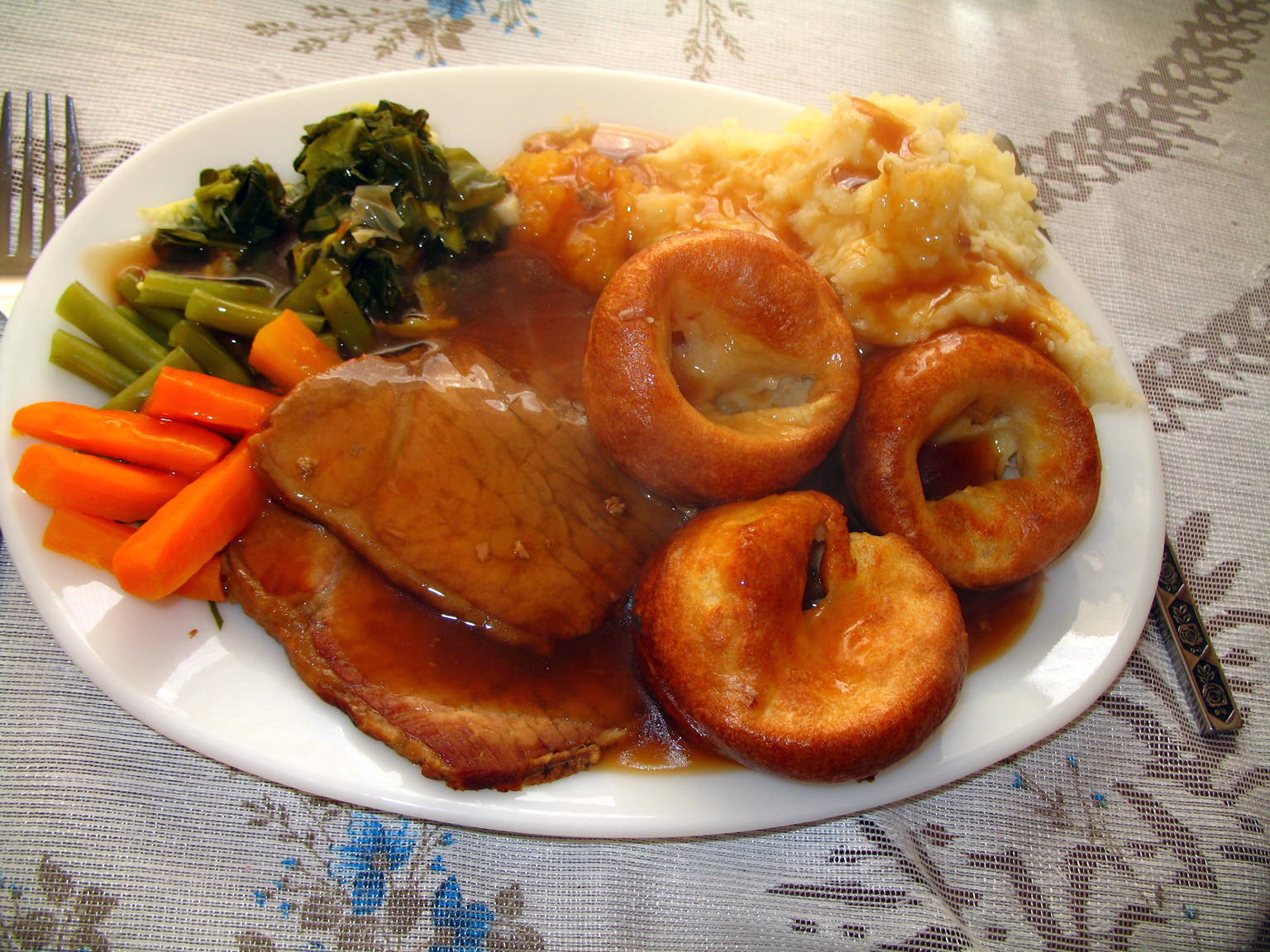
Маленькі йоркширські пудинги, що подаються як частина недільного обіду

Коли пшеничне борошно стало застосовуватися при приготуванні пирогів і пудингів, кухарі Північної Англії придумали спосіб використання жиру, який капав на піддон, щоб готувати пудинги, поки м'ясо смажиться. У 1737 році рецепт «капаючого пудингу» (англ. A Dripping pudding) був опублікований в книзі «The Whole Duty of a Woman»:
Приготуйте хороший кляр, як для млинців; помістіть (кляр) в гарячий піддон, який знаходиться над вогнем і змащений жиром, щоб він злегка підрум'яниться знизу, а потім поставте піддон під шматок баранини, щоб на пудинг стікав гарячий жир. Час від часу піддон потрібно часто струшувати, щоб пудинг вийшов легким і смачним. Коли баранина буде готова, можна виймати і пудинг; переверніть його на блюдо і подавайте гарячим.
Оригінальний текст (англ.)
Make a good batter as for pancakes; put in a hot toss-pan over the fire with a bit of butter to fry the bottom a little then put the pan and butter under a shoulder of mutton, instead of a dripping pan, keeping frequently shaking it by the handle and it will be light and savoury, and fit to take up when your mutton is enough; then turn it in a dish and serve it hot.
Схожі рецепти були опубліковані в 1747 році в книзі Ганни Гласс, «Мистецтво кулінарії з роз'ясненнями» під назвою «Йоркширський пудинг». Ганна Глейс переробила і перейменувала початковий рецепт, який до цього мав назву «капаючий пудинг», і випікався в Англії століттями, хоч ці пудинги і були більш пласкими, ніж нинішні.
У 2008 році Королівське хімічне товариство постановило, що:
Йоркширський пудинг не є йоркширським пудингом, якщо він нижчий чотирьох дюймів. 
Оригінальний текст (англ.)
A Yorkshire pudding is not a Yorkshire pudding if it is less than four inches tall.
Йоркширський пудинг — основна частина британського недільного обіду, і в деяких випадках вживається до основної м'ясної страви. Це був традиційний спосіб поїдання пудингу, і він як і раніше поширений в частинах Йоркширу. Оскільки багата підлива зі смаженого м'яса вже була використана при першому прийомі їжі, основна м'ясна страва і овочі часто подаються з петрушкою або соусом бешамель.
Існує твердження, що основна суть цієї страви полягає в його дешевизні — йоркширський пудинг набагато дешевший, ніж інші страви обіду — і тому використовується менша кількість більш дорогих страв, так як пудинг традиційно подається першим.

## Спосіб приготування
Йоркширський пудинг випікається заливанням негустого кляру, зробленого з молока, борошна та яєць, в змащені і потім підігріті пекарні піддони або форми для мафінів. Зазвичай тісто робиться з 1/3 чашки молока і 1/3 чашки борошна на одне яйце.